# Toninia episema
Toninia episema är en lavart som först beskrevs av William Nylander och som fick sitt nu gällande namn av Einar Timdal. 
Toninia episema ingår i släktet Toninia och familjen Ramalinaceae. Inga underarter finns listade i Catalogue of Life.